# Laguna Seca, Maravatío
Laguna Seca är en ort i Mexiko.   Den ligger i kommunen Maravatío och delstaten Michoacán de Ocampo, i den södra delen av landet, 150 km väster om huvudstaden Mexico City. Laguna Seca ligger 2 155 meter över havet och antalet invånare är 112.
Terrängen runt Laguna Seca är platt åt nordost, men åt sydväst är den kuperad. Runt Laguna Seca är det ganska tätbefolkat, med 104 invånare per kvadratkilometer. Närmaste större samhälle är Maravatío, 6,8 km öster om Laguna Seca. I omgivningarna runt Laguna Seca växer huvudsakligen savannskog.